# Monasterio Tengboche
El Monasterio Tengboche (o Monasterio Thyangboche), también conocido como Dawa Choling Gompa, en la aldea Tengboche en Khumjung en la región de Khumbu, en el este de Nepal, es un monasterio budista tibetano de la comunidad Sherpa. 
Situado a 3.867 metros, el monasterio es el gompa más grande de la región de Khumbu, en Nepal. Fue construido en 1916 por Lama Gulu, muy vinculado al monasterio madre conocido como el Monasterio Rongbuk, en el Tíbet. En 1934 fue destruido por un terremoto y posteriormente fue reconstruido. En 1989, fue destruido por segunda vez por un incendio y luego reconstruido con la ayuda de voluntarios y asistencia internacional.
El monasterio de Tengboche se encuentra en medio del Parque Nacional Sagarmatha (declarado Patrimonio de la Humanidad por la UNESCO por su "valor universal excepcional"), y ofrece una vista panorámica de las montañas del Himalaya, incluidos los conocidos picos de Tawache, Everest, Nuptse, Lhotse, Ama Dablam, y Thamserku.
Tengboche es el punto final del "Proyecto Sendero de Lugares Sagrados" del Parque Nacional Sagarmatha, que atrae a un gran número de turistas aficionados al senderismo y al montañismo. El proyecto consiste en un recorrido circular, sentido horario, que abarca 10 monasterios y termina en el Monasterio Tengboche.
En este monasterio descansan, entre otros, los restos del montañero suizo Ueli Steck (1976-2017), fallecido cuando intentaba escalar en solitario el monte Nuptse, paso previo para intentar culminar el Everest.

## Historia

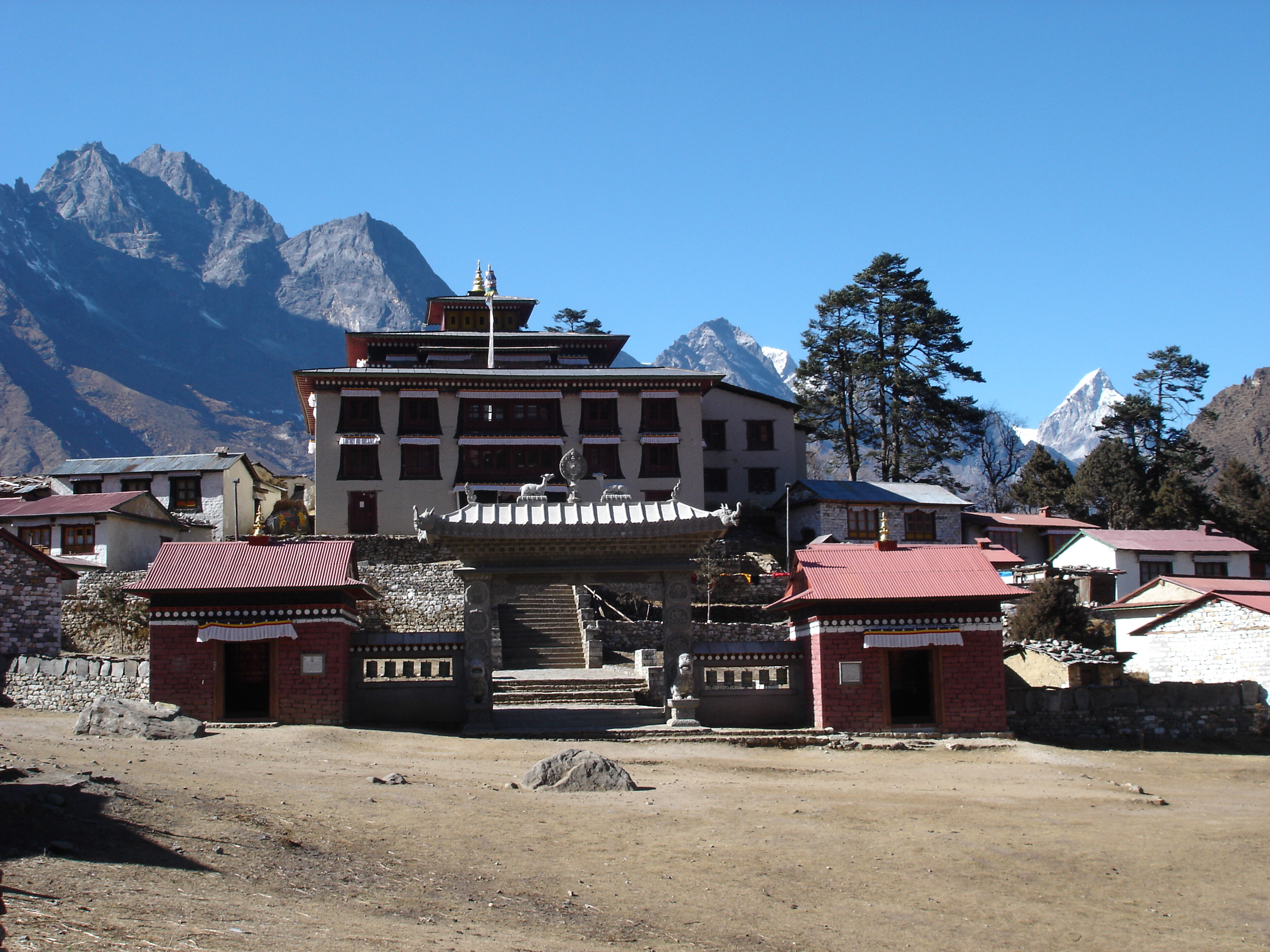
Monasterio Tengboche

El valle de Khumbu, donde se encuentra el monasterio, quedó bajo la influencia del budismo hace unos 350 años. Las escrituras antiguas del Tíbet se refieren a este valle, junto con los valles de Rowlang y Khanbalung, como lugares sagrados. Se hace referencia a Lama Sangwa Dorje como el fundador del monasterio más antiguo de Khumbu en Pangboche, así como de muchas otras pequeñas ermitas. Su conocimiento psíquico y su visión clarividente habían profetizado la idoneidad de establecer un monasterio en Tengboche, basándose en la huella que dejó en una roca mientras meditaba.
Sin embargo, el establecimiento real del monasterio ocurrió sólo durante la época de Ngawang Tenzin Norbu; Norbu fue considerada la quinta encarnación de Sangwa Dorje. Había establecido un monasterio en Rongbuk, en el Tíbet, en la cara norte del Monte Everest. Bendijo a Chatang Chotar, conocido como Lama Gulu, para fundar el monasterio de Tengboche en la aldea de Tengboche. Como resultado, se estableció en su ubicación actual en 1916. Es el primer monasterio de célibes bajo el linaje Nyingmapa del budismo Vajrayana. En aldeas cercanas se encuentran unos cuantos monasterios.
A tres habitantes ricos de la comunidad sherpa local se les atribuye la financiación de la construcción del monasterio. Entre estos tres, Karma era el más influyente y conocido ya que era recaudador de impuestos y también disfrutaba del patrocinio de los gobernantes Rana de Nepal. Se dice que, además de los Khumbu Sherpas, los Sherung Sherpas han participado en la construcción de este monasterio. Algunos de los templos, chortens y santuarios religiosos más pequeños del pueblo son anteriores a 1880, en particular todos los chortens grandes. El muro de Mani, hecho de losas de piedra con oraciones y textos sagrados inscritos, data de 1915.
El monasterio fue destruido durante el terremoto de 1934. Posteriormente, murió Lama Gulu, quien lo había construido. Su sucesor, Umze Gelden, asumió la tarea de reconstruir, con el fuerte apoyo de Ngawang Tenzin Norbu. Los monjes y la comunidad local, con el apoyo de un hábil carpintero de Lhasa, restablecieron el monasterio. Kappa Kalden, un artista de renombre, pintó murales exclusivos. Con una afluencia de turistas a la región de Khumbu, particularmente para el senderismo de los montañeros, el monasterio ha recibido un amplio reconocimiento.
Sin embargo, las preciosas escrituras antiguas, estatuas, murales y tallas de madera del monasterio fueron destruidos en el devastador incendio provocado por un cortocircuito eléctrico el 19 de enero de 1989. La piedra monumental a la que se atribuye la huella izquierda de Lama Sangwa Dorje se había fracturado. Algunos excursionistas lograron salvar algunos libros y pinturas. Desde entonces ha sido completamente reconstruido con dinero donado de todo el mundo.
Tras la destrucción del monasterio por un incendio, su reconstrucción estuvo a cargo del actual Nawang Tenzing Jangpo, considerado la encarnación del fundador Lama Gulu, un importante líder espiritual de los sherpas. Ha establecido una relación con muchos excursionistas y escaladores de todas las denominaciones que visitan el monasterio, lo que le ha ayudado a encontrar fondos para la restauración. Teniendo en cuenta las prácticas religiosas establecidas, el monasterio ha sido reconstruido sustancialmente. Las pinturas murales del pintor tibetano Tarke-la que muestran a los Bodhisattvas o al Buda decoran el santuario. Además, los monjes y la comunidad sherpa, con la ayuda de Sir Edmund Hillary y Himalayan Trust, la American Himalayan Heritage Foundation y muchos simpatizantes internacionales, han mostrado su apoyo de varias maneras.
Hillary y Tenzing Norgay, habitante de este pueblo, fueron los primeros en alcanzar la cima del Monte Everest en la expedición británica de 1953. A partir de entonces, este monasterio adquirió más interés internacional, ya que se encuentra en la ruta hacia el campamento base del Everest para las rutas realizadas a través de la cascada de hielo de Khumbu y la cresta oeste. Los expedicionarios del Everest visitan el monasterio para encender velas y buscar las bendiciones de los dioses para una buena salud y un montañismo seguro.
John Hunt, líder de la expedición de 1953 y uno de los primeros montañeros en visitar el monasterio (la mayoría, pero no todas, las expediciones anteriores se acercaron a la montaña desde el lado norte (tibetano)), ofreció la siguiente descripción de Thengboche en The Ascent of Everest (El Ascenso del Everest):

Thyangboche debe ser uno de los lugares más bellos del mundo. La altura supera los 12.000 pies. Los edificios del monasterio se encuentran sobre una loma al final de un gran espolón, que se extiende a lo largo del eje directo del río Imja. Rodeado de viviendas satélite, todas ellas de construcción pintoresca y de apariencia extrañamente medieval, ofrece un escenario incomparable para contemplar el mejor paisaje montañoso que jamás haya visto, ya sea en el Himalaya o en cualquier otro lugar.

El monasterio reconstruido fue consagrado formalmente en 1993 y se considera la puerta de entrada al Monte Everest. La sala religiosa del Guru Rimpoche en el monasterio fue completamente restaurada en septiembre de 2008. La puerta de entrada también fue reconstruida con fondos proporcionados por la Greater Himalayas Foundation con sede en Washington D. C., Estados Unidos.
Parece que el monasterio alberga a unos 60 monjes, lo que refleja su prosperidad financiera. Sin embargo, también se comenta que cada vez menos jóvenes ingresan para ser monjes porque prefieren trabajar en actividades relacionadas con el montañismo o el trekking.

## Galería

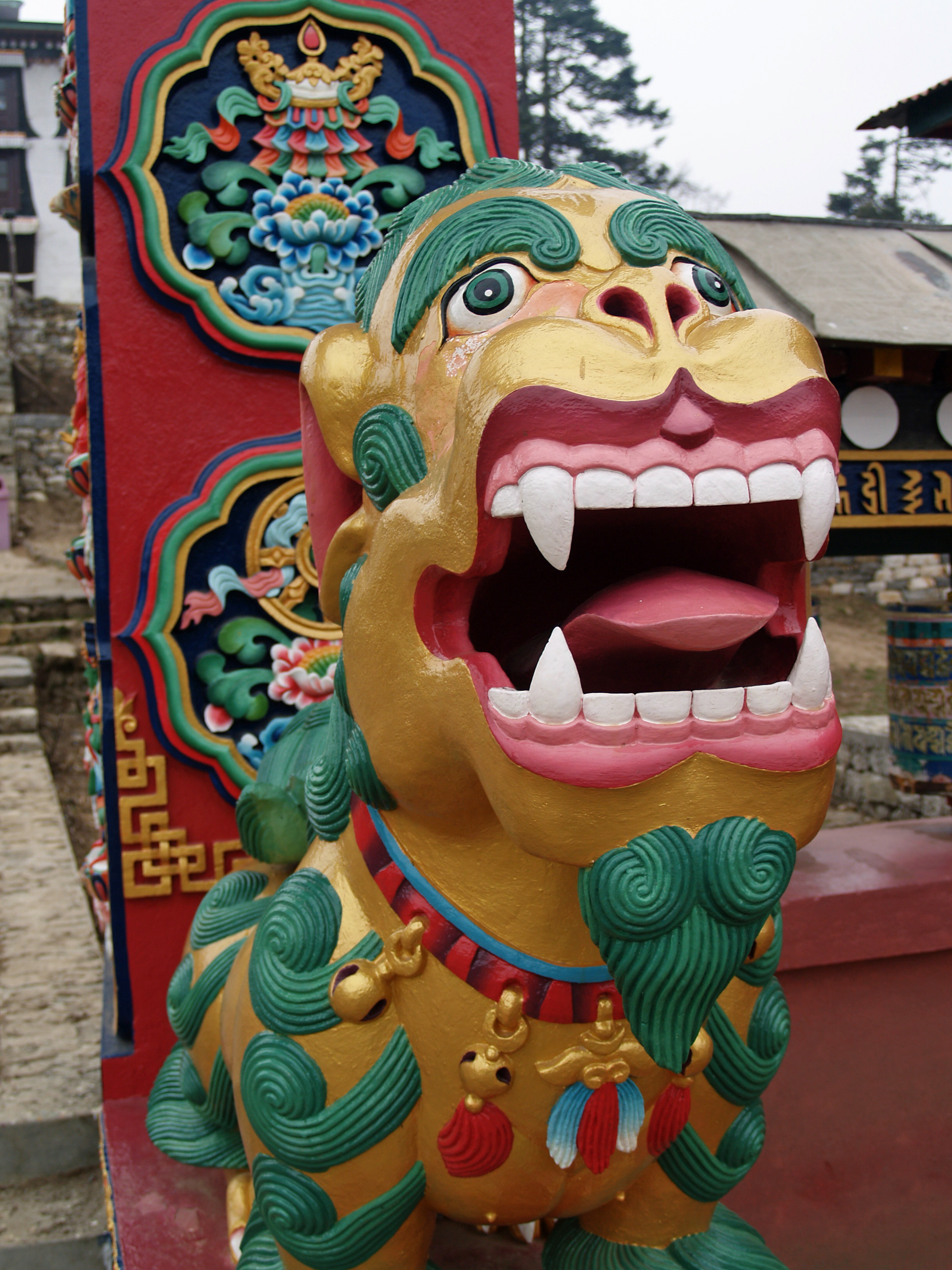
Estatua a la entrada
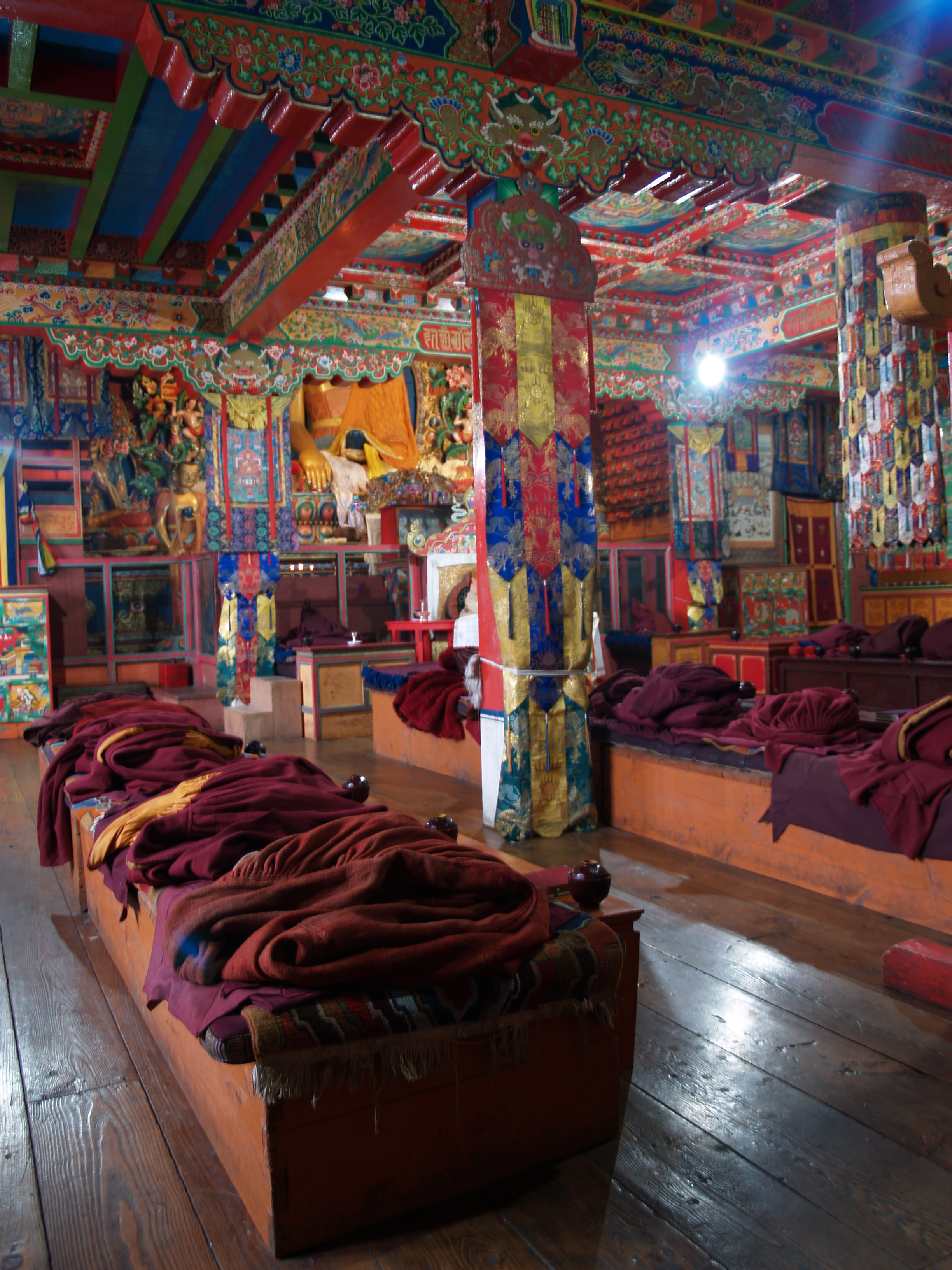
Estancia del monasterio
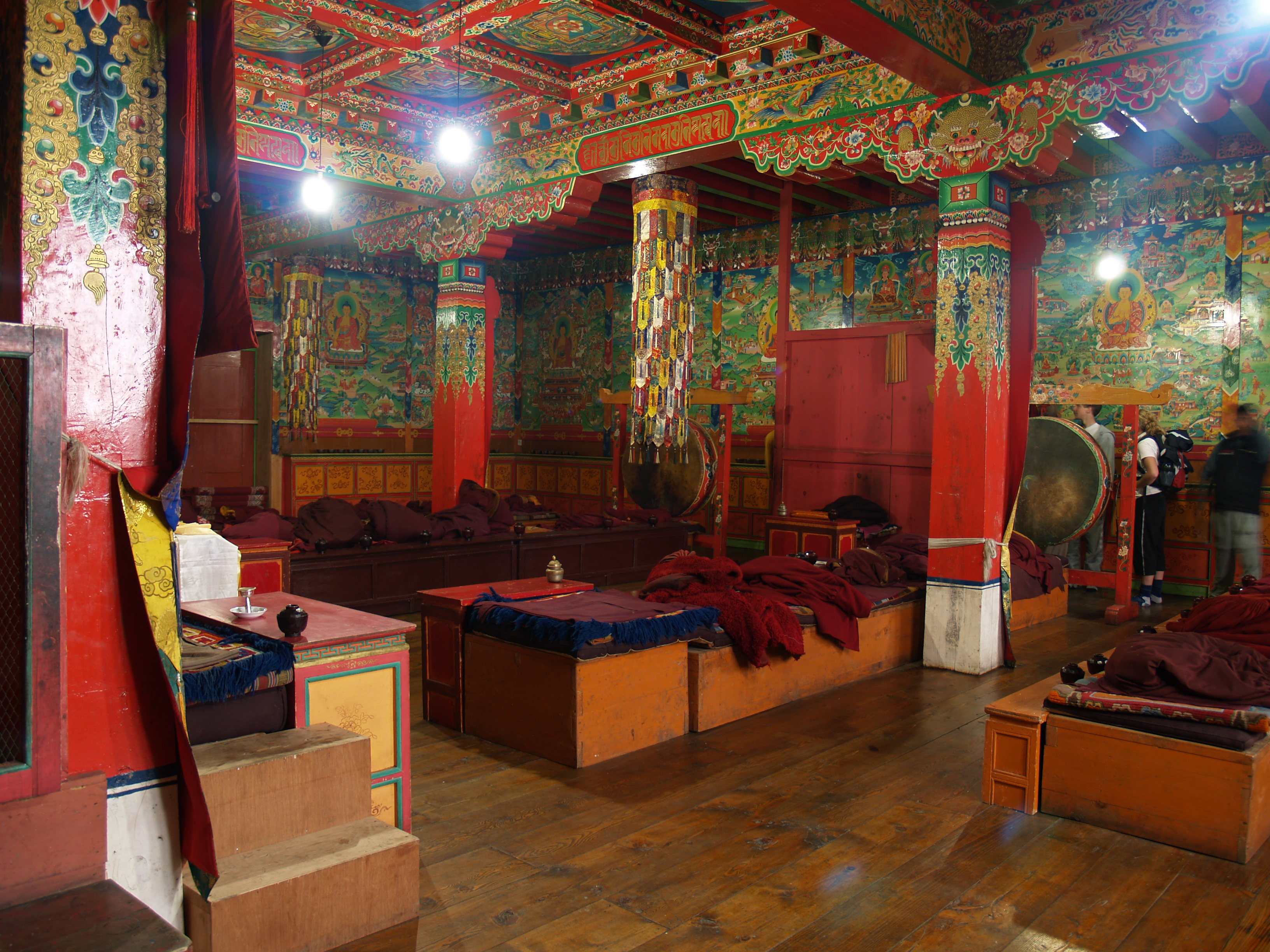
Estancia del monasterio
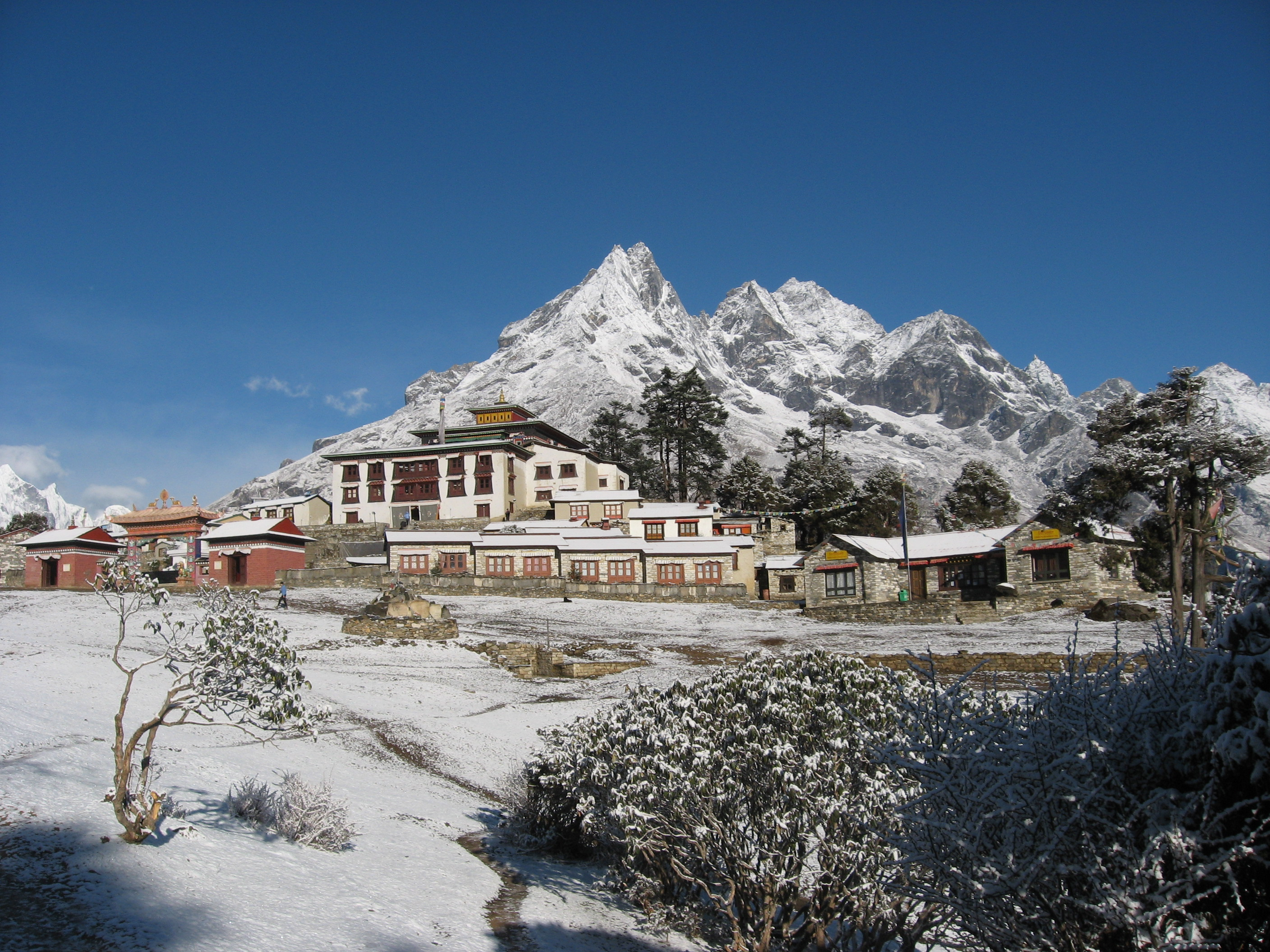
Vista del monasterio desde la ruta a Pangboche
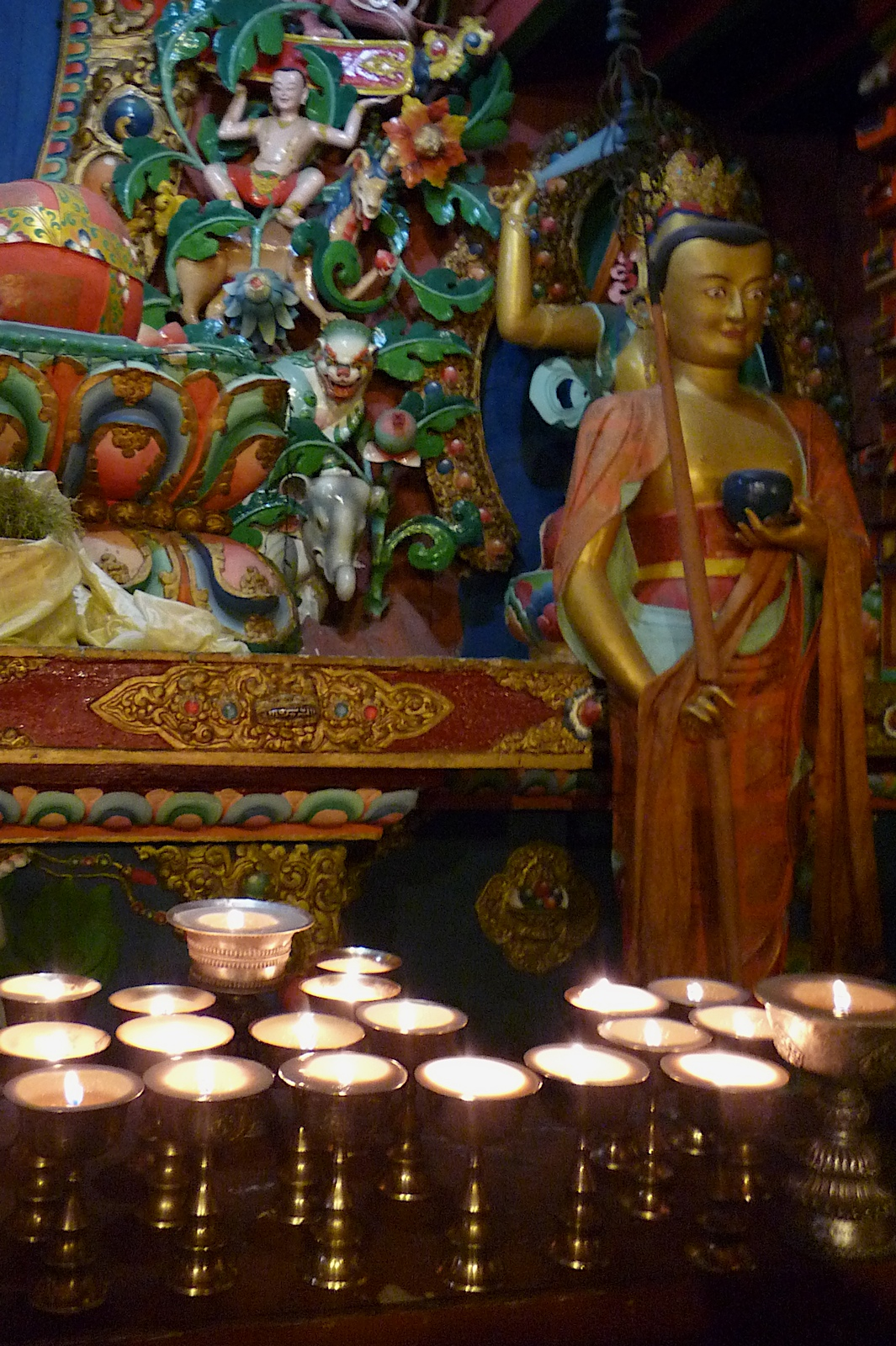
Oratorio
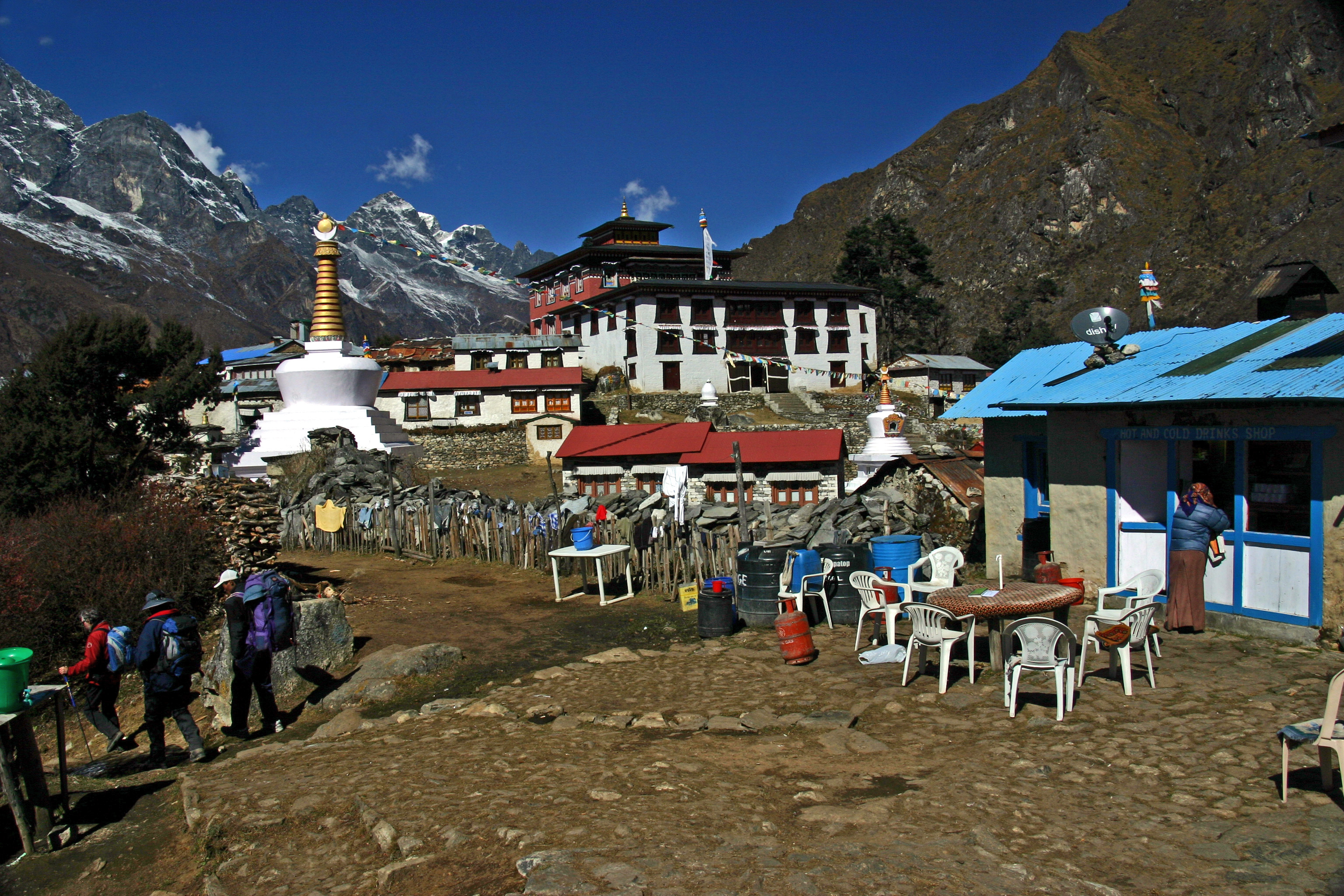
Estupa budista y monasterio